# Torbjørn Bergerud
Torbjørn Sittrup Bergerud (ur. 16 lipca 1994 w Drammen) – norweski piłkarz ręczny, bramkarz, od 2022 zawodnik Kolstad Håndball.
Reprezentant Norwegii, srebrny medalista mistrzostw świata we Francji (2017).

## Kariera sportowa
W latach 2012–2015 był zawodnikiem norweskiego Drammen HK, następnie przez rok grał w szwedzkim LUGI HF (2015–2016). W latach 2016–2018 reprezentował barwy Team Tvis Holstebro, z którym w sezonie 2017/2018 zdobył Puchar Danii. Będąc zawodnikiem Holstebro, występował w sezonie 2016/2017 w Lidze Mistrzów (10 meczów), a w sezonie 2017/2018 w Pucharze EHF. W 2018 przeszedł do SG Flensburg-Handewitt, z którym podpisał trzyletni kontrakt. W sezonie 2021/2022  podpisał umowę z GOG. Następnie przeniósł się do norweskiego klubu  Kolstad Håndball. Latem 2025 dołączy do Wisły Płock.
Uczestniczył w: mistrzostwach Europy U-20 w Turcji (2012), mistrzostwach świata U-19 na Węgrzech (2013) i mistrzostwach świata U-21 w Brazylii (2015).
W reprezentacji Norwegii zadebiutował w czerwcu 2013. W 2017 wywalczył srebrny medal mistrzostw świata – w turnieju, który odbył się we Francji, rozegrał dziewięć meczów, w których bronił ze skutecznością 33% (89/267). W rozegranym 27 stycznia 2017 spotkaniu półfinałowym z Chorwacją (28:25 pd.) obronił m.in. rzut karny wykonywany w końcówce regulaminowego czasu gry (przy remisie 22:22) przez Zlatko Horvata, czym doprowadził do dogrywki. W 2018 uczestniczył w mistrzostwach Europy w Chorwacji, w których wystąpił w sześciu meczach, broniąc w nich ze skutecznością 34% (73/212).

## Sukcesy
Team Tvis Holstebro
- Puchar Danii: 2017/2018

Reprezentacja Norwegii
- 2. miejsce w mistrzostwach świata: 2017